# Гулян, Армен Гарегинович
Армен Гарегинович Гулян (арм. Արմեն Գարեգինի Ղուլյան; род. 6 октября 1990, Чаренцаван, Армянская ССР) — российский спортивный функционер, тренер и профессиональный боец смешанных боевых искусств (ММА). Спортивный директор бойцовской лиги "Наше дело". С декабря 2024 года занимает пост Вице-президента Федерации СБЕ (ММА) Московской области.
На профессиональном уровне выступает с 2016 года. Его рекорд составляет 9 побед и 0 поражений. Известен своими выступлениями на турнирах таких организаций, как Fight Nights Global и RCC. Выступает за команды «Golden Team» и «Lion Heart».

## Биография
Армен Гулян родился 6 октября 1990 года в Армянской ССР, городе Чаренцаван, в армянской семье во время Карабахского конфликта. В трёхлетнем возрасте Армен и его семья переселились в Россию, город Ржев. С детства увлекался самбо и дзюдо, а позже стал совершенствовать свои навыки в боевом самбо и боксе. В профессиональные боевые искусства пришёл в 2016 году. Армен имеет высшее спортивное образование, закончил ВЛГАФК. Служил в войсках РФ, на Северном Флоте за полярным кругом. Получил звание — старший сержант.

## Любительская карьера
Армен Гулян начал спортивную карьеру в школьные годы, участвуя в соревнованиях по самбо, дзюдо, джиу-джитсу, грэпплингу и боевому самбо. Он неоднократно побеждал на городских, региональных и окружных турнирах, выполняя спортивные разряды и нормативы.
Перед прохождением военной службы Армен Гулян дебютировал в смешанных единоборствах, куда он перешёл после успешных выступлений по боевому самбо. В 2015 году стал первым спортсменом из Тверской области, выполнившим норматив Мастера спорта России по смешанным боевым единоборствам.
Любительская карьера Армена включала участие и победы на турнирах различного уровня, включая соревнования по дзюдо, боевому самбо, грэпплингу и джиу-джитсу. Многолетний опыт выступлений позволил ему развить универсальный стиль и заложил основу для профессиональных достижений.

## Титулы и достижения
- 2013 — Чемпион Северного флота по армейскому рукопашному бою[5].
- 2013 — Чемпион Западного военного округа по армейскому рукопашному бою[5].
- 2015 — Обладатель Кубка России по ММА[6].
- 2015 — Чемпион ЦФО по ММА[7].
- 2015 — Чемпион ЦФО по грэпплингу[8].
- 2016 — Серебряный призёр Кубка России по ММА[9].
- 2016 — Серебряный призёр Чемпионата России по ММА[10].
- 2016 — Серебряный призёр Кубка Содружества по ММА[11].

### Звания
- Мастер спорта по самбо, джиу-джитсу и смешанным боевым единоборствам.
- Кандидат в мастера спорта по дзюдо, грэпплингу и армейскому рукопашному бою.

## Профессиональная карьера
Армен Гулян дебютировал в смешанных единоборствах на профессиональном уровне 5 марта 2016 года. Его первый бой состоялся на турнире «PROFSPORT GPRO 19», где он победил Александра Гречущева удушающим приёмом сзади в первом раунде. Эта уверенная победа обозначила начало его успешной карьеры.
Основные этапы:
2016 год
- 12 августа 2016 — Турнир «UOMMA FIGHTEREVOLUTION CUP 2016». Армен победил испанца Мануэля Бернала болевым приёмом (скручивание пятки) в первом раунде[12].

2017 год
- 20 мая 2017 — Турнир «Golden Team Mytischi Arena Cup». Армен одержал победу над Командором Оглы удушающим приёмом север-юг в первом раунде[13].
- 3 ноября 2017 — Турнир «GTC 1». В этом бою Армен победил Артёма Колосова техническим нокаутом в первом раунде.

2018 год
- 28 апреля 2018 — Турнир «LHC 1». Армен одолел Тынчтыкбека Иминжанова удушающим приёмом сзади в первом раунде.
- 26 мая 2018 — Турнир «GTC 4». Бой против Антинодороса Михайлидиса завершился победой Армена болевым приёмом (ущемление ахилла) в первом раунде[14].
- 27 декабря 2018 — Турнир «FNG 91/GTC». Победа над Нурбеком Абдукадыровым техническим нокаутом в первом раунде.

2019 год
- 6 июля 2019 — Турнир «GFC 13 & Mix Fight Events 42» (Ереван, Армения). Армен одержал победу над бразильцем Алистоном Кордейро единогласным решением судей. Этот бой стал значимым этапом его карьеры, так как он прошёл на родине спортсмена.
- 14 декабря 2019 — Турнир «RCC 7». В своём крайнем бою Армен победил Александра Осетрова болевым приёмом (скручивание пятки) в третьем раунде[15].

Стиль и техника
Армен Гулян известен своим универсальным стилем, в основе которого лежат приёмы самбо и грэпплинг. Большинство побед он одержал с использованием болевых и удушающих приёмов, что подчеркивает его техническое мастерство в борьбе. Он также показывает уверенные навыки в стойке благодаря базе бокса.
Значение профессиональной карьеры
Выступая на турнирах таких организаций, как «Fight Nights Global», «Golden Team Championship» и «RCC», Армен Гулян укрепил свой статус одного из самых перспективных бойцов. Его победы, большинство из которых завершались досрочно, обеспечили ему репутацию техничного и зрелищного бойца.

## Статистика
| Боёв 9   | Побед 9 | Поражений 0 |
| -------- | ------- | ----------- |
| Нокаутом | 2       | 0           |
| Сдачей   | 6       | 0           |
| Решением | 1       | 0           |

| Результат | Рекорд | Соперник             | Способ                            | Турнир                          | Дата            | Раунд | Время | Место                | Примечание |
| --------- | ------ | -------------------- | --------------------------------- | ------------------------------- | --------------- | ----- | ----- | -------------------- | ---------- |
| Победа    | 9-0    | Александр Осетров    | Болевой приём (скручивание пятки) | RCC 7                           | 14 декабря 2019 | 3     | 0:26  | Екатеринбург, Россия |            |
| Победа    | 8-0    | Алистон Кордейро     | Единогласное решение              | GFC 13 & Mix Fight Events 42    | 6 июля 2019     | 3     | 5:00  | Ереван, Армения      |            |
| Победа    | 7-0    | Нурбек Абдукадыр     | Технический нокаут (удары)        | FNG 91/GTC                      | 27 декабря 2018 | 1     | 3:37  | Москва, Россия       |            |
| Победа    | 6-0    | Атиндорос Михайлидис | Болевой приём (ущемление ахилла)  | GTC 4                           | 26 мая 2018     | 1     | 4:56  | Мытищи, Россия       |            |
| Победа    | 5-0    | Тынчтыкбек Иминжанов | Удушающий приём (удушение сзади)  | LHC 1                           | 28 апреля 2018  | 1     | 2:32  | Москва, Россия       |            |
| Победа    | 4-0    | Артём Колосов        | Технический нокаут (удары)        | GTC 1                           | 3 ноября 2017   | 1     | 3:53  | Люберцы, Россия      |            |
| Победа    | 3-0    | Командор Оглы        | Удушающий приём (север-юг)        | Golden Team Mytischi Arena Cup  | 20 мая 2017     | 1     | 2:46  | Мытищи, Россия       |            |
| Победа    | 2-0    | Мануэль Бернал       | Болевой приём (скручивание пятки) | UOMMA FIGHTEREVOLUTION CUP 2016 | 12 августа 2016 | 1     | 1:38  | Калининград, Россия  |            |
| Победа    | 1-0    | Александр Гречищев   | Удушающий приём (удушение сзади)  | PROFSPORT GPRO19                | 5 марта 2016    | 1     | 2:54  | Москва, Россия       |            |

## Благотворительность и социальные проекты
Армен Гулян активно участвует в организации спортивно-развлекательных мероприятий в различных регионах России, направленных на развитие спорта и поддержку молодых талантов. Он проводит турниры, фестивали и мастер-классы, способствуя вовлечению молодёжи в спортивную деятельность и пропагандируя здоровый образ жизни. 
.
Кроме того, Армен Гулян активно участвует в благотворительных инициативах, связанных с развитием спортивной инфраструктуры в Армении. Совместно с фондом «Азатутюн» он поддерживает проекты по строительству современных спортивных площадок в различных регионах страны, включая города Чаренцаван, Мартуни, Сисиан, Варденис и село Баграмян.
Эти площадки предоставляют молодёжи возможности для занятий спортом и ведения активного образа жизни. В рамках таких инициатив Армен Гулян проводит открытые тренировки, как, например, совместное мероприятие с Эдуардом Вартаняном в Ереване, организованное фондом «Азатутюн».

## Тренерская деятельность
Армен Гулян начал свою тренерскую карьеру в 2007 году в возрасте 17 лет. Первым местом его работы стала Специализированная детско-юношеская спортивная школа олимпийского резерва в городе Ржев, где он тренировал юных спортсменов по самбо и дзюдо. Его опыт и внимание к развитию навыков у каждого воспитанника стали основой его профессионального подхода к тренерской деятельности.
После переезда в Московскую область Армен стал тренером по ММА в клубе «Golden Team» (г. Мытищи), где работал с перспективными спортсменами, помогая им осваивать базовые и продвинутые техники смешанных единоборств.
С 2020 года Армен занимает должность старшего тренера по ММА клуба «Львиное сердце» в Москве. Его работа охватывает подготовку профессиональных бойцов, многие из которых добились значительных успехов в смешанных единоборствах.
Известные воспитанники Армена Гуляна:
- Эдуард Вартанян — победитель Гран-при ACA в легком весе (2023), один из лучших бойцов в своей весовой категории.
- Азамат Пшуков — участник ACA в наилегчайшем весе, известен яркими выступлениями на крупных турнирах.
- Виталий Слипенко — опытный боец полусреднего веса, участник российских и международных турниров.
- Агаси Акопян, Анатолий Бойко, Арен Асатрян, Артур Арутюнян, Айк Казарян — молодые перспективные профессиональные бойцы ММА, успешно выступающие на российских и региональных турнирах.

Тренерская философия Армена Гуляна строится на индивидуальном подходе к каждому спортсмену. Он уделяет особое внимание развитию универсального стиля, совмещая технику борьбы (самбо, грэпплинг) и ударной подготовки (бокс, муай-тай).
Кроме того, Армен активно проводит открытые тренировки и мастер-классы, направленные на популяризацию спорта и привлечение молодёжи к занятиям смешанными единоборствами. Такие мероприятия регулярно собирают сотни участников и способствуют продвижению ценностей здорового образа жизни.
Его работа в качестве тренера внесла значительный вклад в развитие смешанных единоборств в России, особенно в Московской области, где под его руководством формируются новые поколения профессиональных бойцов.

## Управленческая карьера
Армен Гулян зарекомендовал себя не только как успешный спортсмен и тренер, но и как опытный управленец в сфере смешанных единоборств. Его профессионализм и организаторские способности позволили ему занять ключевые позиции в различных спортивных проектах.
Проект «Битва за хайп»  
В 2019 году Армен Гулян был главным судьёй проекта «Битва за хайп». На этой позиции он следил за соблюдением правил и справедливостью поединков, внося свой вклад в организацию боёв. Его участие в проекте отмечалось как значимое событие для популяризации ММА среди начинающих бойцов и широкой аудитории.
Hardcore Fighting Championship (2020—2021)  
С 2020 по 2021 год Армен Гулян занимал должность главного матчмейкера бойцовской лиги «Hardcore Fighting Championship». На этой позиции он отвечал за подбор участников, составление зрелищных бойцовских пар и стратегическое развитие промоушена. Под его руководством организация провела ряд успешных мероприятий, которые получили широкую аудиторию и положительные отзывы.
Наше Дело (2021—н.в.)  
В конце 2021 года Армен был назначен матчмейкером бойцовской лиги «Наше дело», а позднее стал её Спортивным директором. В этой роли он отвечает за:  
- Организацию и проведение турниров.
- Подбор бойцов и составление пар.
- Привлечение молодых талантов и их продвижение на профессиональной арене.
- Формирование долгосрочной стратегии развития лиги.

Благодаря его усилиям «Наше дело» стала одним из ведущих промоушенов в России, привлекая внимание широкой аудитории.
Федерация СБЕ (ММА) Московской области (2024—н.в.)  
С 13 декабря 2024 года Армен Гулян занимает должность вице-президента Федерации смешанных боевых единоборств (ММА) Московской области. На этом посту он курирует развитие региональных турниров, популяризацию ММА среди молодёжи и создание инфраструктуры для подготовки бойцов.
Вклад в развитие ММА  
Армен Гулян активно работает над развитием и популяризацией смешанных единоборств в России. Его управленческие способности и внимание к деталям позволяют ему эффективно выстраивать работу спортивных организаций, что способствует росту популярности ММА и привлечению новых зрителей и участников.

## Медиа-активность
Армен Гулян активно занимается продвижением смешанных единоборств через различные медиа-платформы. Его медиа-активность охватывает участие в подкастах, интервью, организацию открытых тренировок и ведение социальных сетей, что способствует популяризации спорта и его ценностей.
Подкаст «Fight Show»  
Армен Гулян совместно с Эдуардом Вартаняном является соавтором подкаста «Fight Show». В рамках этого проекта обсуждаются актуальные темы из мира смешанных единоборств, тренды спортивной индустрии и карьеры известных бойцов. Подкаст стал популярной площадкой для профессионалов и любителей ММА, благодаря живым и информативным обсуждениям.
Интервью и участие в шоу  
Армен регулярно участвует в интервью и различных спортивных шоу, где делится опытом и обсуждает важные аспекты развития ММА. Он обсуждает актуальные события в мире ММА, делится своим профессиональным мнением о выступлениях бойцов и анализирует технику..
Медиа-активность Армена Гуляна помогает популяризировать смешанные единоборства, делая их доступными для широкой аудитории. Его вклад в создание информационного и образовательного контента способствует росту интереса к спорту.